# Kellerhals (Architektur)

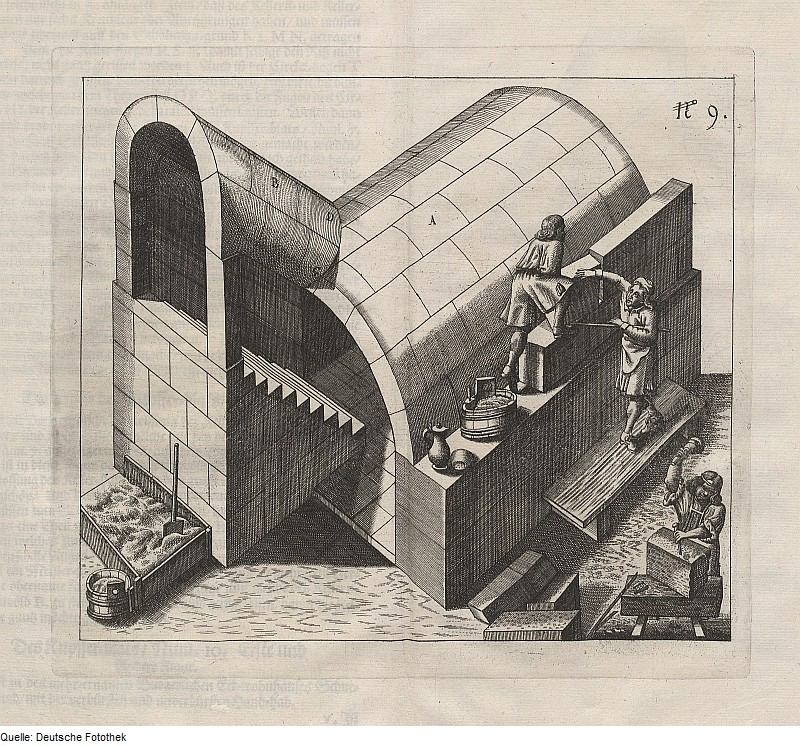
Bau eines Kellergewölbes mit Kellerhals (links), (1673)

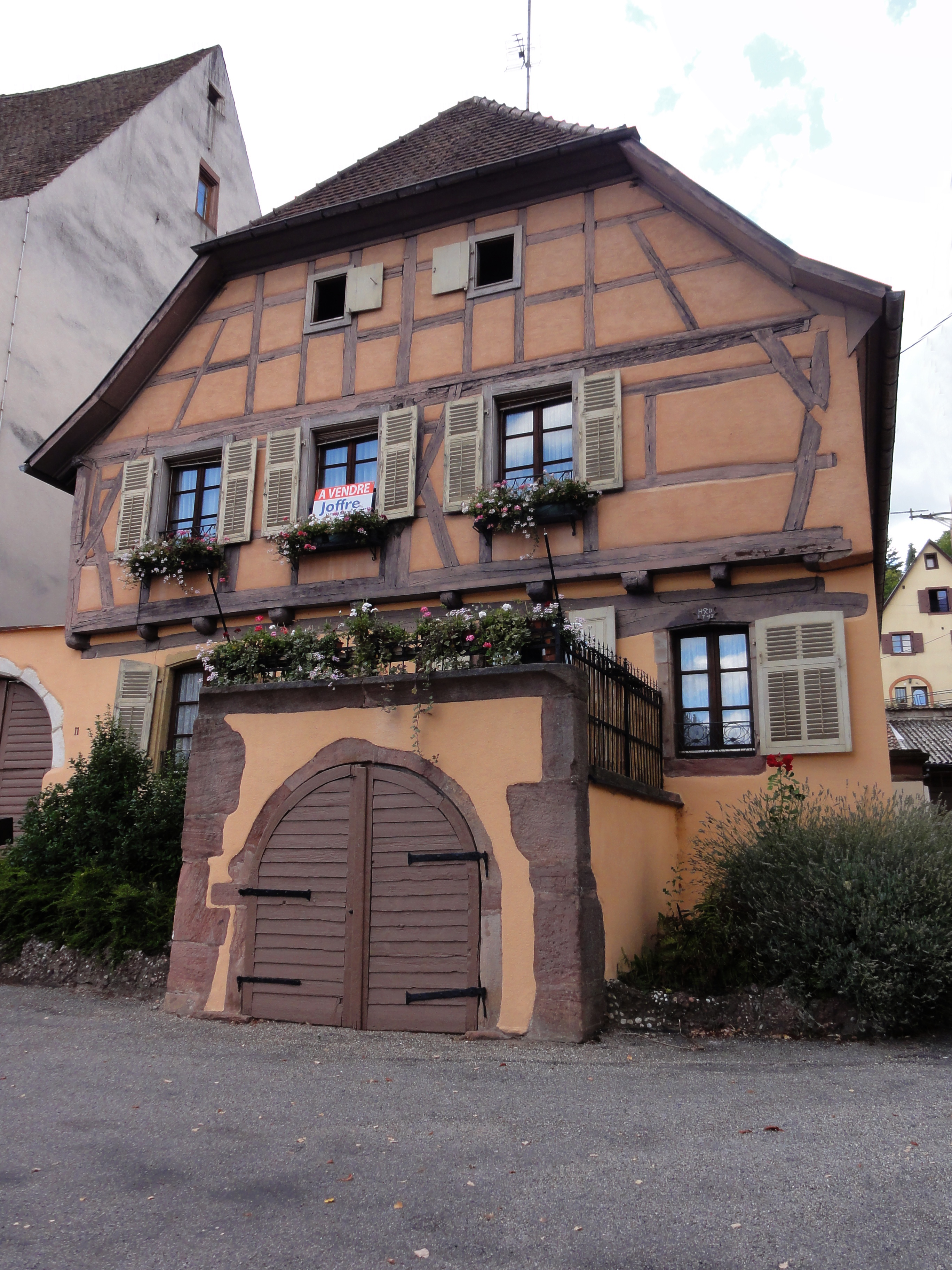
Kellerhals in Geberschweier

Kellerhals in New York

Ein Kellerhals ist im Bauwesen eine Kellertreppe, die von außerhalb des Gebäudes in den Keller hineinführt, so dass sich im Gelände ein Einschnitt ergibt. Der im Haus liegende Teil des Kellerhalses kann durch eine steigende Tonne überwölbt sein.

## Regionale Verbreitung
Kellerhälse kommen vor allem in der Schweiz und im süddeutschen Raum vor.

## Geschichte
Kellerhälse als geschützte Zugänge zu Kellern sind seit dem Mittelalter bezeugt. Archäologisch sind Kellerhälse des 13. Jahrhunderts in der Wüstung Nienover nachgewiesen. In Baar ist bei einer Ausgrabung ein Kellerhals aus dem 14. Jahrhundert gefunden worden.
Schon historische Bauordnungen versuchten weit in den Straßenraum vorstehende Kellerhals-Überbauten einzudämmen.
Bereits 1964 beklagte die Denkmalpflege des Kantons Zürich die Entfernung von Kellerhälsen. Selten sind in der Literatur die Berichte über Restaurierungen oder Wiederherstellung alter Kellerhälse.

## Erwähnungen in der Literatur
Die im Deutschen Wörterbuch der Brüder Grimm überlieferte älteste Wortverwendung köllerhäls stammt von 1387.
Da Kellerhälse früher das Straßenbild der Städte prägten, sind sie auch in Stadtbeschreibungen und in die Literatur eingegangen. So kennt das Wörterbuch der deutschen Sprache auch jüngere Belege der Wortverwendung, so zum Beispiel:
- „[der Marktplatz] mit krummen Häusern und herausspringenden Vortreppen und Kellerhälsen […]“ (Hermann Hesse)
- „Das schwarze Loch des Kellerhalses stand offen, die umgestürzte Kredenz lag davor in der duftenden Lache, schräg in das Gewölbe gezerrt“. (Erwin Guido Kolbenheyer: Das Gestirn des Paracelsus, 1921)